# Dasyoptera variegata
Dasyoptera variegata är en insektsart som beskrevs av Metcalf och Bruner 1925. Dasyoptera variegata ingår i släktet Dasyoptera och familjen spottstritar. Inga underarter finns listade i Catalogue of Life.